# Варвары у ворот (фильм)
«Варвары у ворот» (англ. Barbarians at the Gate) — телефильм производства HBO. Экранизация одноимённого документального романа-расследования американских журналистов Брайана Бёрроу и Джона Хельяра, посвящённого истории LBO компании RJR Nabisco.

## Сюжет
Ф. Росс Джонсон (роль исполняет Джеймс Гарнер), бывший продавец газет в канадском Виннипеге, теперь исполнительный директор крупной нью-йоркской табачной компании. Очередной рекламный проект, похоже, обречён на провал, и он планирует скупить все акции по низкой цене и стать владельцем фирмы. Ему бы это удалось, если бы не Генри Кравис (Джонатан Прайс) с его кузеном Джорджем Робертсом. Соперничество становится всё сильнее, и компании RJR Nabisco грозит переворот.

## В ролях
- Джеймс Гарнер — Ф. Росс Джонсон
- Джонатан Прайс — Генри Кравис
- Питер Риджерт — Питер Коэн
- Джоанна Кэссиди — Линда Робинсон
- Фред Далтон Томпсон — Джим Робинсон

## Награды

### «Эмми»
- 1993 — Лучший телефильм или мини-сериал

### «Золотой глобус»
- 1993 — Лучший телефильм или мини-сериал
- 1993 — Лучший актёр телефильма или мини-сериала — Джеймс Гарнер